# Cucina kashmiri
La cucina kashmiri (Kashmiri: कॉशुर खयॊन / کأشُر کھٮ۪ن; Kashur khyon) o cucina del Kashmir è la cucina basata sulle tradizioni della regione indo-pachistana del Kashmir.
Già i Rigveda menzionano il consumo di carne in quest'area mentre l'epico Nilamat Purana registra  che gli abitanti di questo territorio erano forti consumatori di carni, un'abitudine che persiste ancora oggi.

## Piatti

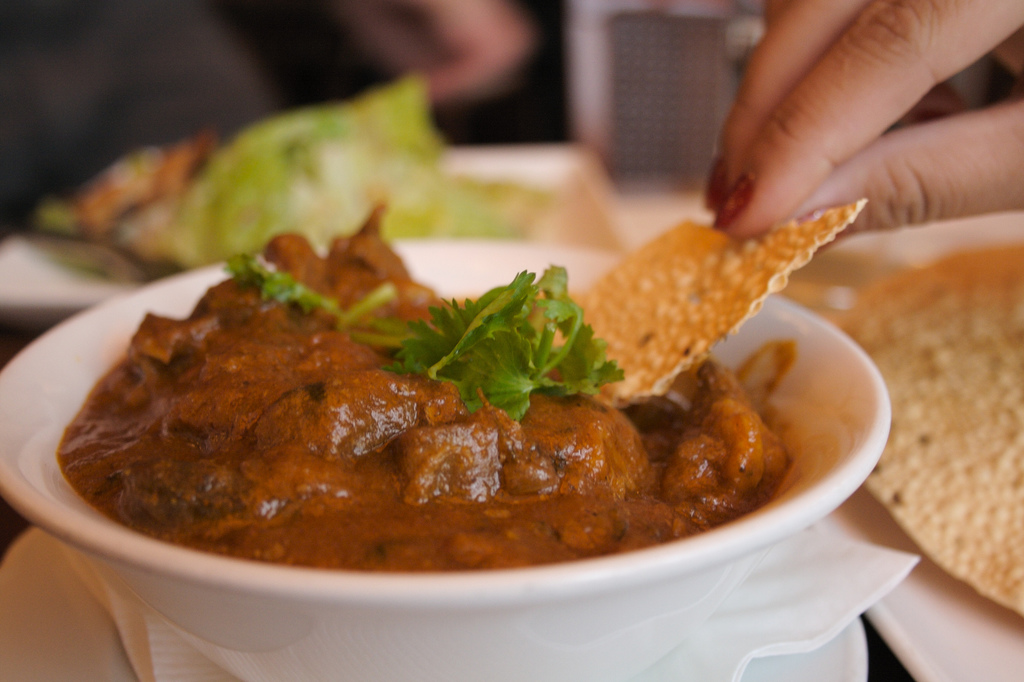
Rogan josh

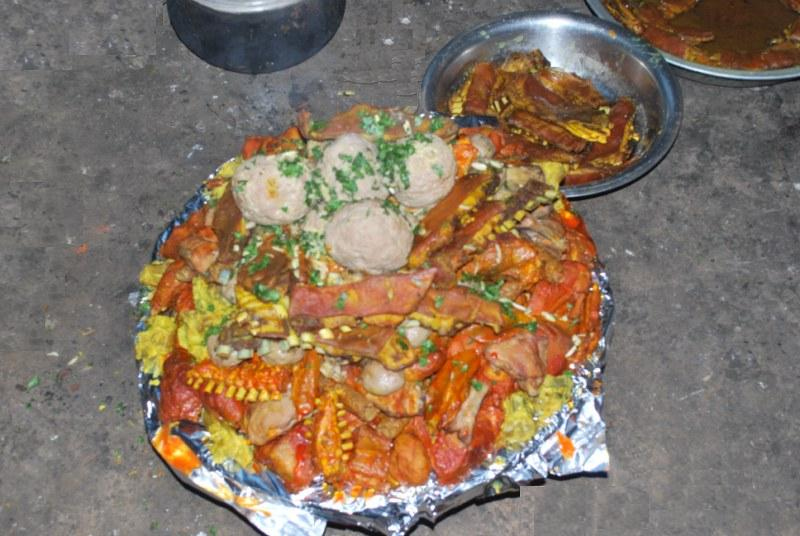
Wazwan

- "Qabargaah" (i musulmani Kashmiri lo conoscono come Tabakhmaaz)
- Dum olav
- Gogji raazma
- Goshtaba
- Lyodur tschaman
- Matschgand,
- Modur pulaav
- Monji haak/gogji haak
- Mujh gaad,
- Nadir yakhin
- Shaem
- Qeleeya
- Syun pulaav
- Yakhni
- Wazwan

## Bevande
- Kashmiri chai, noon chai, o sheer chai
- Kahwah